# Chupacabra (The Walking Dead)
Chupacabra é o quinto episódio da segunda temporada da série de televisão de drama pós-apocalíptico The Walking Dead. Foi originalmente exibido na AMC, nos Estados Unidos, em 13 de novembro de 2011. No episódio, Daryl Dixon, interpretado por Norman Reedus, tem delírios após se ferir em uma missão de busca por Sophia, interpretada por Madison Lintz. Enquanto isso, Glenn Rhee, interpretado por Steven Yeun, descobre um segredo que coloca em perigo os sobreviventes.

## Sinopse
O episódio começa com um flashback. Shane Walsh (Jon Bernthal), Lori Grimes (Sarah Wayne Callies) e Carl Grimes (Chandler Riggs) estão presos em um engarrafamento, enquanto tentam chegar ao centro de refugiados. Eles estão acompanhados por Ed Peletier (Adam Minarovich), Carol Peletier (Melissa McBride) e Sophia Peletier (Madison Lintz), que estão no carro logo atrás. Os seis assistem com horror a queda de helicópteros militares em Atlanta, uma parte da destruição provocada pelo apocalipse zumbi. No presente, os sobreviventes continuam a sua busca por Sophia, que ainda está perdida na floresta. Hershel Greene (Scott Wilson) está começando a se preocupar com a permanência do grupo em sua fazenda, depois de uma série de acontecimentos, entre eles o fato de Rick Grimes (Andrew Lincoln) ter permitido que Jimmy (James Allen McCune) o acompanhasse em sua busca; e Daryl Dixon (Norman Reedus) ter emprestado um cavalo sem permissão. Em particular, ele também está preocupado com a relação cada vez mais estreita entre Glenn Rhee (Steven Yeun) e sua filha mais velha, Maggie Greene (Lauren Cohan). Enquanto isso, Glenn fica horrorizado ao descobrir que Lori está grávida, e ela implora para que ele não conte a Rick.
Enquanto procura por Sophia, furioso, Shane diz a Rick que ele sente que está perdendo tempo procurando a menina desaparecida, e que a melhor decisão seria o grupo superar as perdas e seguir para Fort Benning. Rick não argumenta, mas depois diz a Lori que acredita que Shane pode estar certo. Lori procura Shane e o enfrenta, mas ele diz que está se importando apenas com a segurança dela e de Carl. Lori, no entanto, afirma a Shane que ela e seu filho não devem mais fazer parte das preocupações de Shane.
Enquanto isso, Daryl, montado num cavalo, encontra a boneca de Sophia em um riacho. No entanto, seu cavalo foge, depois de encontrar uma cobra no caminho. Daryl é arremessado para baixo, em uma encosta íngreme. Uma das setas de sua besta perfura-lo na lateral. Semi-consciente, ele tem uma visão de seu irmão desaparecido, Merle (Michael Rooker). Na alucinação, Merle provoca Daryl, dizendo-lhe que os outros sobreviventes não respeitam Daryl e que ele tornou-se um seguidor de Rick. Ele também repreende-o por passar mais tempo à procura de Sophia do que de Merle, seu irmão de carne e sangue. Daryl recobra a consciência bem a tempo de ver um zumbi segurando seus pés. Ele chuta-o e bate nele até a morte, com um pau grande. Vendo outro zumbi avançando sobre ele, Daryl atira-o na cabeça. Depois de matá-los, Daryl faz um colar com suas orelhas, antes de subir o morro. Cansativo perto do topo, a visão de Merle aparece para ele novamente. Estimulado por suas provocações, Daryl é capaz de chegar ao topo e começar a voltar para a fazenda.
Os sobreviventes veêm Daryl retornando à uma distância e confundem-o com um zumbi. Andrea (Laurie Holden), ignora a regra de Hershel sobre disparar armas na propriedade, e atira em Daryl, com a bala passando de raspão em sua cabeça e deixando-o inconsciente. Rick apressadamente esconde o colar feito por Daryl antes que Hershel chegue. Depois de Daryl recobrar a consciência, ele descreve onde encontrou a boneca, e Carol mostra-se agradecida a ele por tudo que ele tem feito por ela e por Sophia.
Carol e Lori tentam agradecer Hershel e sua família pela hospitalidade, preparando um jantar. A refeição, no entanto, é um pouco estranha, pela falta de interatividade entre os presentes. Glenn, tentando quebrar o silêncio, pergunta se alguém sabe tocar guitarra. Patricia (Jane McNeill), ainda ressentida pela morte de seu marido, responde que Otis sabia tocar violão. Glenn percebe que a pergunta deixou muitos incomodados, principalmente Hershel, e volta a ficar em silêncio.
Maggie entrega a Glenn, por debaixo da mesa, um bilhete perguntando-lhe se ele aceita fazer sexo com ela novamente. A ação não passa despercebido por Hershel e Dale Horvath (Jeffrey DeMunn). Glenn escreve uma resposta e retorna o bilhete. Após o jantar, Maggie abre o bilhete com a resposta de Glenn, onde ele diz que vai esperá-la no celeiro. Horrorizada, Maggie se apressa em alcançar Glenn e evitar que ele chegue ao local, mas ela é incapaz de impedir Glenn de descobrir que a família mantém vários zumbis presos no celeiro.

## Produção
"Chupacabra" foi dirigido por Guy Ferland e escrito por David Leslie Johnson. O episódio apresenta o retorno de Michael Rooker, interpretando o personagem Merle Dixon, que fez sua última aparição em Tell It to the Frogs, na temporada anterior. Michael Rooker confirmou sua aparição no episódio durante um evento, no Hotel Hollywood Roosevelt, na Califórnia. Robert Kirkman, escritor da série, também mencionou que o episódio serviria como uma "porta de entrada" para a reintrodução do personagem Merle Dixon na série de televisão.
Na opinião de Robert Kirkman, "Chupacabra" também analisa ainda mais o desenvolvimento do personagem Daryl Dixon. No episódio, Daryl continua a procurar por Sophia, uma criança de doze anos, que está perdida na floresta. Eventualmente, ele encontra-se delirantemente na margem de um rio, onde ele alucina simultaneamente seu irmão desaparecido, Merle. Kirkman afirmou que ele estabeleceu Daryl como a sobrevivência do grupo.
É bom ver Daryl lá fora, por conta própria. Nós estabelecemos desde o início que ele é a sobrevivência do grupo, e também é interessante que esse cara, que parece ser um pouco de pêra espinhosa, seja o único que está atirando-se de forma entusiasmada nesta missão de procurar Sophia. Por isso, é bom ver um pouco de um lado suave para ele. Mas, ao mesmo tempo, você está olhando para ele cortando as orelhas dos zumbis e fazendo um colar, o que é um pouco bizarro.— Kirkman, referindo-se às ações de Daryl Dixon neste episódio.

## Recepção

### Resposta da crítica
Eric Goldman, do IGN, fez uma avaliação favorável ao episódio, elogiando o desenvolvimento de Daryl Dixon e o desempenho de Norman Reedus, embora ele criticou o ritmo lento na fazenda Greene. No geral, ele deu o episódio a nota 7,5 e uma classificação de "bom".

## Classificações
Após a sua primeira transmissão, em 13 de novembro de 2011, "Chupacabra" foi assistido por estimados 6.120.000 de espectadores, um pouco abaixo do episódio anterior.